# 1. Klasse Pommern 1941/42
Die 1. Klasse Pommern 1941/42 war die neunte Spielzeit der zweitklassigen Fußballliga 1. Klasse Pommern im Sportgau Pommern. Die 1. Klasse wurde in mehrere Bezirke eingeteilt, wobei einige Bezirke nochmals in Abteilungen unterteilt wurden. Die Bezirkssieger qualifizierten sich für die Aufstiegsrunde zur Gauliga Pommern 1942/43. Dort setzten sich die beiden Luftwaffensportvereine LSV Kamp und LSV Dievenow durch.

## Bezirk 1 Ernst-Moritz-Arndt-Bezirk
| Pl. | Verein                                     | Sp. | S | U | N | Tore    | Quote | Punkte |
| --- | ------------------------------------------ | --- | - | - | - | ------- | ----- | ------ |
| 1.  | LSV Barth (N)                              | 6   | 5 | 0 | 1 | 019:300 | 6,33  | 10:20  |
| 2.  | Stralsunder Post-SG 1907                   | 6   | 4 | 0 | 2 | 024:170 | 1,41  | 08:40  |
| 3.  | TSV 1860 Stralsund                         | 6   | 3 | 0 | 3 | 011:120 | 0,92  | 06:60  |
| 4.  | WKG der BSG Flugzeugbau Bachmann Barth (N) | 6   | 0 | 0 | 6 | 007:290 | 0,24  | 0:12   |
| 5.  | LSV Bug a (N)                              | 0   | 0 | 0 | 0 | 000:000 | 1,00  | 0:0    |
| 6.  | Reichsbahn SG Germania Stralsund b         | 0   | 0 | 0 | 0 | 000:000 | 1,00  | 0:0    |

| (N) | Aufsteiger aus den 2. Klassen / Neuling |

## Bezirk 2 Greifenbezirk

### Gruppe A
Aus der Gruppe A sind nur wenige Spiele überliefert. Der LSV Dievenow nahm als Sieger der Gruppe an dem Finale des Bezirkes 2 teil. Folgende Mannschaften nahmen am Spielbetrieb teil:
- LSV Dievenow
- WKG Marine-Flakschule Swinemünde
- WKG KAL Swinemünde
- LSV Greifswald
- LSV Richthofen Anklam
- TSV 1861 Swinemünde (Absteiger aus der Gauliga)
- LSV Garz/Swinemünde

### Gruppe B
Aus der Abteilung B sind nur wenige Spiele überliefert. Der SV Peenemünde nahm als Sieger der Abteilung an dem Finale des Bezirkes 2 teil. Folgende Mannschaften nahmen am Spielbetrieb teil:
- SV Peenemünde
- Greifswalder SC
- WKG der BSG Arado Anklam
- Greifswalder TB 1860 (Rückzug nach der Spielzeit)
- SC Wolgast
- Anklamer TB 1861 (Rückzug während der Spielzeit im April 1942)
- VfL-Reichspost Anklam (Rückzug während der Spielzeit im April 1942)

### Finale Bezirk 2
| Datum         |                                 | Ergebnis |                                |
| ------------- | ------------------------------- | -------- | ------------------------------ |
| 27. Juni 1942 | SV Peenemünde (Sieger Gruppe B) | c?:? c   | LSV Dievenow (Sieger Gruppe A) |

## Bezirk 3 Oderland
| Pl. | Verein                              | Sp. | S  | U | N  | Tore    | Quote | Punkte |
| --- | ----------------------------------- | --- | -- | - | -- | ------- | ----- | ------ |
| 1.  | VfB-Reichspost Stettin 08           | 16  | 13 | 2 | 1  | 099:250 | 3,96  | 28:40  |
| 2.  | SC Viktoria Stargard                | 16  | 10 | 3 | 3  | 056:340 | 1,65  | 23:90  |
| 3.  | TSV 1894 Stettin                    | 16  | 9  | 3 | 4  | 050:330 | 1,52  | 21:11  |
| 4.  | SV Nordring Stettin (A)             | 16  | 7  | 3 | 6  | 050:310 | 1,61  | 17:15  |
| 5.  | Reichsbahn SG Stettin               | 16  | 7  | 1 | 8  | 056:730 | 0,77  | 15:17  |
| 6.  | SV Preußen-Borussia Stettin (A)     | 15  | 6  | 0 | 9  | 034:360 | 0,94  | 12:18  |
| 7.  | SC Comet Stettin (N)                | 16  | 4  | 2 | 10 | 030:620 | 0,48  | 10:22  |
| 8.  | WKG der BSG Hydrierwerke Pölitz (N) | 15  | 4  | 1 | 10 | 033:430 | 0,77  | 09:21  |
| 9.  | SC Hansa 1922 Stettin               | 16  | 3  | 1 | 12 | 021:920 | 0,23  | 07:25  |
| 10. | Züllchower SC 1926 d                | 0   | 0  | 0 | 0  | 000:000 | 1,00  | 0:0    |

| (A) | Absteiger aus der Gauliga     |
| (N) | Aufsteiger aus den 2. Klassen |

## Bezirk 6 Persantebezirk
| Pl. | Verein                                | Sp. | S | U | N | Tore    | Quote | Punkte |
| --- | ------------------------------------- | --- | - | - | - | ------- | ----- | ------ |
| 1.  | LSV Kamp                              | 10  | 9 | 0 | 1 | 067:100 | 6,70  | 18:20  |
| 2.  | LSV Kolberg                           | 10  | 7 | 2 | 1 | 060:170 | 3,53  | 16:40  |
| 3.  | SV Preußen Köslin (A)                 | 10  | 4 | 2 | 4 | 037:360 | 1,03  | 10:10  |
| 4.  | HSV von Scholz Belgard                | 10  | 3 | 1 | 6 | 017:280 | 0,61  | 07:13  |
| 5.  | HSV Unteroffiziersschule Treptow/Rega | 9   | 2 | 1 | 6 | 025:290 | 0,86  | 05:13  |
| 6.  | VfB 1911 Belgard                      | 9   | 0 | 0 | 9 | 005:870 | 0,06  | 0:18   |

| (A) | Absteiger aus der Gauliga |

## Bezirk 8 Grenzmark
Aus unbekannten Gründen nahm der Bezirksmeister aus dem Bezirk 8 nicht an der diesjährigen Aufstiegsrunde teil.

### Abteilung Nord
Aus der Abteilung Nord sind keine Ergebnisse bekannt, der LSV Märkisch Friedland qualifizierte sich für das Bezirksfinale. Weitere Teilnehmer waren der Dramburger SV 1913 und der SC Germania Neustettin.

### Abteilung Süd
| Pl. | Verein                     | Sp. | S | U | N | Tore    | Quote | Punkte |
| --- | -------------------------- | --- | - | - | - | ------- | ----- | ------ |
| 1.  | Reichsbahn SG Schneidemühl | 6   | 5 | 0 | 1 | 033:800 | 4,13  | 10:20  |
| 2.  | SV Hertha Schneidemühl     | 6   | 3 | 1 | 2 | 023:180 | 1,28  | 07:50  |
| 3.  | SV Deutsch Krone           | 5   | 2 | 1 | 2 | 019:160 | 1,19  | 05:50  |
| 4.  | SV Preußen Flatow          | 5   | 0 | 0 | 5 | 003:360 | 0,08  | 0:10   |
| 5.  | FC Viktoria Schneidemühl e | 0   | 0 | 0 | 0 | 000:000 | 1,00  | 0:0    |

### Finale Bezirk 8
Die Spiele fanden am 31. Mai 1942, am 14. Juni 1942 und am 28. Juni 1942 statt.
|                                                   | Gesamt |                                                | Hinspiel | Rückspiel | 3. Spiel |
| ------------------------------------------------- | ------ | ---------------------------------------------- | -------- | --------- | -------- |
| Reichsbahn SG Schneidemühl (Sieger Abteilung Süd) | 8:4    | LSV Märkisch Friedland (Sieger Abteilung Nord) | f 4:1 f  | 5:3       | 3:1      |